# Joseph De Schepper
Joseph De Schepper (Oedelem, 7 maart 1791 - Assebroek, 8 augustus 1852) was burgemeester van de gemeente Assebroek, van 1848 tot 1852.

## Levensloop
De Schepper was de zoon van Petrus De Schepper (Oedelem 1756-1797) en Cecilia Van Wonterghem (Assebroek 1769-1828). Hij was op 08 februari 1819 in Assebroek getrouwd met de Oedelemse Maria-Theresia Cools (1789-1852) en ze hadden negen kinderen. Hun oudste zoon, Jacobus Franciscus (°08 december 1819), trouwdemet Albertina Vanbelleghem, dochter van de latere burgemeester van Assebroek, Jacobus Van Belleghem.
Maria Theresia Cools, was voordien gehuwd met Albertus Meuleman (Oedelem, 25 februari 1786 - 06 april 1818). Uit dit huwelijk werden twee kinderen geboren.
De Schepper was landbouwer en woonde op de hoeve Engelendale waar vroeger het Klooster Engelendale was gevestigd.
In januari 1848 volgde hij François Versluys als burgemeester op en ondertekende voor het eerst een akte op 28 januari 1848. In augustus 1848 won hij de verkiezingen en werd als burgemeester bevestigd. Hij tekende voor het laatst een akte op 11 juli, een maand voor zijn dood. Hij had ondertussen ontslag genomen en nog voor hij stierf werd hij opgevolgd door Jacobus Van Belleghem.
In juni 1970 besliste de gemeenteraad, enkele maanden vooraleer Assebroek als zelfstandige gemeente ophield te bestaan, aan Joseph De Schepper, zoals aan de andere vroegere burgemeesters, een straatnaam toe te kennen.